# Khalil Azmi
Khalil Azmi (né le 23 août 1964 à Casablanca) est un footballeur international marocain ayant évolué au poste de gardien de but.
Il a fait partie de l'équipe du Maroc de football qui a joué la Coupe du monde de football 1994. Durant sa carrière, il a joué pour des clubs comme le , le Wydad de Casablanca et les Colorado Rapids.

## Biographie
Khalid Azmi participe avec l'équipe nationale de Football du Maroc à la Coupe du monde de football 1994. Il se rend coupable d'une énorme bourde qui élimine le Maroc lors du match capital face à l'Arabie saoudite ce qui lui a valu de très nombreuses critiques. En manque de confiance depuis cette erreur, Azmi ne retrouvera jamais son niveau d'antan. Il décide de quitter le Maroc pour aller jouer aux Etats-Unis et prend sa retraite dans l'anonymat le plus complet en 1998 à 34 ans. 

## Matchs "A" avec l'équipe nationale
1. 26/07/1987 Liberia vs Maroc 2 - 1 à Monrovia Amical
2. 02/02/1988 Autriche - Maroc Monaco 1 - 3 Tournoi
3. 05/02/1988 France - Maroc Monaco 1 - 0 Tournoi
4. 02/03/1988 Mohammedia : Maroc vs Allemagne de l’Est : 2 - 1 Amical
5. 13/03/1988 Maroc - Zaire Casablanca 1 - 1 CAN 1988
6. 26/03/1988 Maroc - Algérie Casablanca 1 - 1 (3 - 4) Classement CAN 1988
7. 15/12/1988 Rabat : Maroc vs Gabon 5 - 2 Amical
8. 24/05/1989 Maroc - Algérie à Kénitra 1 - 0 Amical
9. 04/12/1991 Maroc - Mali à Casablanca 3 - 0 Amical
10. 12/01/1992 Cameroun - Maroc à Dakar 1 - 0 CAN 1992
11. 14/01/1992 Zaire - Maroc à Dakar 1 - 1 CAN 1992
12. 20/12/1992 Tunisie - Maroc à Tunis 1 - 1 Elim. CM 1994
13. 17/01/1993 Ethiopie - Maroc à Addis Abeba 0 - 1 Elim. CM 1994
14. 31/01/1993 Maroc - Bénin à Casablanca 5 - 0 Elim. CM 1994
15. 28/02/1993 Maroc – Tunisie à Casablanca 0 - 0 Elim. CM 1994
16. 11/04/1993 Maroc - Malawi à Rabat 0 - 1 Elim. CAN 1994
17. 18/04/1993 Maroc - Sénégal à Casablanca 1 - 0 Elim. CM 1994
18. 25/04/1993 Maroc - Mali à Casablanca 1 - 0 Elim. CAN 1994
19. 04/07/1993 Zambie - Maroc à Lusaka 2 - 1 Elim. CM 1994
20. 17/07/1993 Sénégal - Maroc à Dakar 1 - 3 Elim. CM 1994
21. 01/10/1993 Bonneuil-sur-Marne (France) : Maroc vs Gabon : 1 - 0
22. 10/10/1993 Maroc - Zambie à Casablanca 1 - 0 Elim. CM 1994
23. 02/02/1994 Egypte - Maroc à Sharjah 1 - 1 Tournoi EAU
24. 06/02/1994 Slovaquie - Maroc à Sharjah 1 - 2 Tournoi EAU
25. 23/03/1994 Luxembourg - Maroc à Luxembourg 1 - 2 Amical
26. 01/06/1994 Canada - Maroc à Montréal 1 - 1 Amical
27. 19/06/1994 Belgique - Maroc à Orlando 1 - 0 C.M 1994
28. 25/06/1994 Arabie saoudite - Maroc à New York 2 - 1 C.M 1994

## Matchs olympiques et "B"
1. 15/09/1987 Lataquié : Grèce vs Maroc 1 - 0 Jeux Méd 1987
2. 19/09/1987 Lataquié : Algérie 'B' vs Maroc 1 - 2 Jeux Méd 1987

## Palmarès
Wydad Athletic Club
- Championnat du Maroc
  - Champion : 1986, 1990, 1991
- Coupe du trône
  - Vainqueur : 1989
- Ligue des champions de la CAF
  - Vainqueur : 1992
- Ligue des champions arabes
  - Vainqueur : 1989
- Supercoupe Arabe
  - Vainqueur : 1992

Raja Club Athletic
- Championnat du Maroc
  - Vice-champion: 1992, 1993
- Coupe du trône
  - Finaliste    : 1992

Rapids du Colorado
- Conférence Ouest de MLS
  - Vainqueur : 1997